# Линтикум (Мериленд)
Линтикум (енгл. Linthicum) насељено је место без административног статуса у америчкој савезној држави Мериленд.

## Демографија
По попису из 2010. године број становника је 10.324, што је 2.785 (36,9%) становника више него 2000. године.
| Група             | 2000.         | 2010.         |
| Белци             | 7.070 (93,8%) | 9.041 (87,6%) |
| Афроамериканци    | 133 (1,8%)    | 377 (3,7%)    |
| Азијати           | 184 (2,4%)    | 433 (4,2%)    |
| Хиспаноамериканци | 67 (0,9%)     | 276 (2,7%)    |
| Укупно            | 7.539         | 10.324        |